# داني ميلوشيفيتش
داني ميلوشيفيتش مواليد 9 مارس 1995 في لييج، هو لاعب كرة قدم بلجيكي من أصل بوسني يلعب مع قونيا سبور كلاعب وسط. مثّل منتخب بلجيكا لكرة القدم.

## المسيرة الاحترافية

### أندية لعب لها
- ستاندارد لييج
- فاسلاند بيفيرين
- قونيا سبور

## روابط خارجية
- داني ميلوشيفيتش على موقع الاتحاد الأوربي (الإنجليزية)
- داني ميلوشيفيتش على موقع اتحاد تركيا (لاعب) (الإنجليزية)
- داني ميلوشيفيتش على موقع قاعدة بيانات كرة القدم.إي يو (الإنجليزية)
- داني ميلوشيفيتش على موقع ناشيونال فوتبول تيمز (الإنجليزية)
- داني ميلوشيفيتش على موقع Soccerway.com (الإنجليزية)
- داني ميلوشيفيتش على موقع عالم كرة القدم.نت (الإنجليزية)
- داني ميلوشيفيتش على موقع AS.com (الإسبانية)